# Un affare di famiglia (film 1937)
Un affare di famiglia (A Family Affair) è un film del 1937 diretto da George B. Seitz. La sceneggiatura si basa sul lavoro teatrale Skidding di Aurania Rouverol andato in scena con grande successo al Bijou Theatre di Broadway il 21 maggio 1928.
Le difficoltà che un giudice perfetto riscontra nell'educare e gestire il figlio Andy. È il primo della serie di film del regista sul personaggio di Andy Hardy. Lionel Barrymore e Spring Byington interpretarono i ruoli del giudice e di mamma Hardy, ruoli che in seguito vennero ripresi da Lewis Stone e Fay Holden.

## Produzione
Il film fu prodotto dalla Metro-Goldwyn-Mayer (MGM).

## Distribuzione
Distribuito dalla Metro-Goldwyn-Mayer (MGM), il film uscì nelle sale cinematografiche USA il 12 marzo 1937.